# Руслан и Людмила (опера)
„Руслан и Людмила“ е опера на руския композитор Михаил Глинка, поставена за пръв път през 1842 година.
Глинка започва да работи по операта още през 1837 година, а либретото, което пише заедно с Валериан Ширков и Константин Бахтурин, е базирано на едноименната поема по фолклорни мотиви на Александър Пушкин. В центъра на фантастичния сюжет е изчезването на дъщерята на киевския княз и опитите на трима кандидати за ръката ѝ да я открият и освободят от наложената ѝ магия. Премиерата е на 9 декември 1842 година в Болшой театър в Санкт Петербург под диригентството на Карл Албрехт с Осип Петров и Мария Степанова в заглавните роли.